# Мунио Пелаес
Мунио или Муньо Пелаес (исп. Munio Peláez; упоминается в 1105—1142 годах; умер, возможно, в 1149 году) — галисийский магнат, член клана Бану Гомес во время правления Альфонсо VI, Урраки и Альфонсо VII. К декабрю 1108 года он носил титул comes (граф), самый высокий в королевстве.

## Биография
Сын графа Пелайо Гомеса, внука Гомеса Диаса де Карриона и Тересы Пелаес. Его матерью была Эльвира Муньос, сводная сестра графа Родриго Муньоса и дочь Мунио Родригеса и Ильдуары Веласкес . Предки Эльвиры основали монастырь Санта-Мария-де-Феррейра.
17 сентября 1111 года Мунио принял участие в коронации молодого короля Альфонсо VII в Сантьяго-де-Компостела в противовес его матери Урраке. На банкете, последовавшем за коронацией, Мунио выступал в роли regalis offertorius, ответственного за еду. Между маем 1112 и ноябрем 1116 года Мунио Пелаес управлял галисийским феодом Монтерросо, областью к югу от Луго, к западу от реки Миньо и вдоль пути Святого Иакова. К лету 1114 года Мунио заключил мир с королевой Урракой, что согласуется с описанием его, приведенным в Historia compostellana, что он старается держаться умеренного курса. В 1116 году Мунио все еще был на стороне королевы Урраки. Весной 1120 года королева Кастилии Уррака заключила Мунио в тюрьму, вероятно, за то, что он перебежал к ее сыну Альфонсо, и лишила его всех его земель, но на следующий год он был восстановлен и поддерживал королеву против галисийского архиепископа Диего Жельмиреза. Мунио был в числе тех дворян, которые в 1114 году были вынуждены принести клятву «чести» Диего Жельмиреза в рамках примирения архиепископа с королевой. Где-то в 1121 году Мунио построил незаконный замок на реке Исо близ Компостелы. Historia compostellana называет этот замок «логовом разбойников и бандитов», и Диего Жельмирезу удалось сровнять его с землей вскоре после того, как он был построен. Вскоре Мунио стал ходатайствовать за Диего перед своим родственником Бермудо Пересом де Траба, на чей замок в Фаро претендовал Диего .
Король Леона Альфонсо VII наследовал своей матери Урраке в 1126 году. На протяжении всего своего правления Мунио Пелаес оставался по существу галисийским магнатом. Он ни разу не присутствовал при королевском дворе в 1127—1134 годах, хотя присутствовал в 1135 году и, вероятно, присутствовал на императорской коронации Альфонсо VII в мае. Он присоединился ко двору во время поездок Альфонсо VII по Галисии в 1137 и 1141 годах, и еще раз, вероятно незадолго до своей смерти, в 1142 году, когда королевский двор находился в Бургосе. Было высказано предположение, что физическая немощь могла сыграть определенную роль в удержании Мунио в Галисии.
Мунио Пелаес также был покровителем галисийской церкви, делая пожертвования собору Луго (1123), собору Сантьяго и регулярному духовенству на реке Сар (1141) . Хотя он не упоминается в «Historia compostellana» среди тех, кто принес оммаж королю Альфонсо VII после его вступления на престол в 1126 году, из документальных источников известно, что он был в Саморе 13 апреля, когда Альфонсо был там, чтобы получить оммаж от галисийских дворян.
Мунио Пелаес женился на Лупе Перес, дочери Педро Фроиласа де Трабы и Урраки Фроилас. Они женились 30 октября 1130 года. В декабре 1147 года, возможно, уже после смерти Муньо, Лупа, называя себя Deo devota (преданная Богу), сделала пожертвование цистерцианским монахам аббатства Монферо с условием, что они будут служить мессу за её душу и душу ее мужа ежегодно 30 сентября, на следующий день после Рождества Христова. Ранее она покровительствовала Монферо в июле 1137 года и снова будет покровительствовать в августе 1150 года. В апреле того же года она купила участок земли в Сан-Кристобаль-де-Дормеа, где 1 октября 1152 года она основала монастырь. Когда 8 ноября 1157 года новый монастырь получил королевскую привилегию от короля Леона Фердинанда II, Лупа Перес была еще жива. Её детьми от Мунио были Альдонса, Эльвира, Фернандо, Педро и Тереза.